# Област Накагами
Област Накагами (јап. 中頭郡) Nakagami-gun  (на окинавском језику Nakajan) се налази у префектури Окинава, Јапан.
2003. године, у области Аида живело је 169.332 становника и густину насељености од 1,216.03 становника по км². Укупна површина је 139.25 км².

## Вароши и села
- Чатан
- Кадена
- Нишихара
- Китанакагусуку
- Накагусуку
- Јомитан

## Спајања
- 1. априла, 2005 Кацурен и Јонаширо су спојени са старим градовима Гушикава и Ишикава и формирли нови град Урума.